# Oro Valley (Arizona)
Oro Valley es un pueblo ubicado en el condado de Pima en el estado estadounidense de Arizona. En el Censo de 2010 tenía una población de 41 011 habitantes y una densidad poblacional de 444,29 personas por km².

## Geografía
Oro Valley se encuentra ubicado en las coordenadas 32°25′20″N 110°58′34″O / 32.42222, -110.97611. Según la Oficina del Censo de los Estados Unidos, Oro Valley tiene una superficie total de 92.31 km², de la cual 92.01 km² corresponden a tierra firme y (0.32%) 0.29 km² es agua.

## Demografía
Según el censo de 2010, había 41.011 personas residiendo en Oro Valley. La densidad de población era de 444,29 hab./km². De los 41.011 habitantes, Oro Valley estaba compuesto por el 89.79% blancos, el 1.5% eran afroamericanos, el 0.44% eran amerindios, el 3.13% eran asiáticos, el 0.13% eran isleños del Pacífico, el 2.61% eran de otras razas y el 2.39% pertenecían a dos o más razas. Del total de la población el 11.54% eran hispanos o latinos de cualquier raza.